# کمپین من عذر می‌خواهم
کمپین من عذر می‌خواهم (به ترکی: Özür Diliyorum، به انگلیسی: I Apologize)، کمپینی است که در ۱۵ دسامبر ۲۰۰۸ میلادی، گروهی از استادان دانشگاه‌ها، روزنامه‌نگاران، و روشنفکران ترکیه، با ایجاد تارنمای اینترنتی و انتشار دادخواست مشترکی برای نسل‌کشی ارمنی‌ها، از ارمنیان عذرخواهی کردند.
بانیان این اقدام، دانش‌پژوهان تُرک، احمد اینسل، باسکین اُران، چنگیز اختر، و روزنامه‌نگار تُرک، علی بایرام‌اُغلو بودند.
در ۲۴ ساعت اول این کمپین ۵٬۰۰۰ نفر امضاء کردند و تا ژانویهٔ ۲۰۰۹ میلادی به ۳۲٬۰۰۰ نفر رسید که باعث خشم مقامات بلند پایهٔ ترکیه شد.

## کمپین
نویسندگان این دادخواست اینترنتی از دولت ترکیه نمی‌خواهند از ارمنیان عذرخواهی کند، بلکه می‌خواهند مسئلهٔ انکار رنج ارمنیان در ترکیهٔ عثمانی بررسی شود و فضایی ایجاد کنند تا این تحریم لغو و در جامعهٔ ترکیه دربارهٔ این موضوع بحث شود. این دادخواست اینترنتی با عنوان «من عذر می‌خواهم» از ارمنیان به خاطر درد و رنجی که در ۱۹۱۵ میلادی، در ترکیه عثمانی کشیده‌اند، عذرخواهی می‌کند. متن دادخواست چنین است:
«وجدانم نمی‌گذارد فلاکت‌هایی را که ارمنیان عثمانی در ۱۹۱۵ میلادی شاهد آن بودند، نادیده بگیرم و بی‌تفاوتی‌هایی را که نسبت به آنان شده‌است، بپذیرم. من به نوبهٔ خود این بی‌عدالتی را محکوم می‌کنم و خود را شریک در غم و مصیبت برادران و خواهران ارمنی‌ام می‌دانم. از آن‌ها پوزش می‌خواهم.»

## واکنش
ملی‌گرایان افراطی تُرک مانند «کمیتهٔ طلعت پاشا ۴۴» نامه‌های تهدیدآمیز بسیاری برای برخی روشنفکران و روزنامه‌نگاران تُرک فرستاد. خانم اجه تمل کوران، یکی از امضاکنندگان، اظهار کرد که بیش از ۲۰۰ ایمیل تهدیدآمیز دریافت نموده‌است.
در واکنش به این نامه رجب طیب اردوغان، نخست‌وزیر وقت ترکیه، اظهار داشت:
«عذرخواهی؟ برای چه باید عذرخواهی کنیم؟ کسانی که عذرخواهی می‌کنند لابد جنایتی مرتکب شده‌اند. دولت ترکیه این مشکل را ندارد. چیزی وجود ندارد که دولت یا حکومت ترکیه بخواهد به خاطر آن طلب بخشش کند»
چنگیز اختر، از بانیان طرح این دادخواست، در مصاحبه‌های مختلف گفته است:
«تفکر و صحبت کردن دربارهٔ این مسئله که ارمنیان چرا و چگونه از سرزمینی که چهار هزار سال در آن سکونت داشتند ناپدید شدند مسئولیت تمام مردم ترکیه است»
دادگاه شیشلی دستور تعطیلی تارنمای «من عذر می‌خواهم» را صادر نمود و اظهار کرد که امضاءکنندگان باید بر طبق مادهٔ ۳۰۱ قانون کیفری ترکیه، «خیانت و توهین به هویت ترکی و جمهوری ترکیه» بازداشت شوند.

## بیانات روشنفکران ترکیه
«فاطمه موگه گوچک» نویسندهٔ تُرک:
«می‌خواهم این را بدانید، خود را به خاطر صدمات و جراحاتی که در یک سدهٔ گذشته بر شما ارمنیان وارد آمده، مسئول می‌دانم. نخست، به خاطر تبعید و اخراج ناحق شما از سرزمین‌های اجدادی و کشتار هموطنان‌تان به دست دولتی که مسئول حفظ جان شما بود. آیندهٔ ادغام جمهوری ترکیه در اروپای متحد تنها با پایان دادن به ملی‌گرایی تُرک و شناسایی متعاقب کشتارهای غیرقانونی ارمنیان در سال ۱۹۱۵ می‌تواند معنا و مفهوم داشته باشد.»
«هدیه سَلما یلدا» متفکر و فعال فمینیسم ترکیه:
«مهم‌ترین مسئله این است که زنان و مردان تُرک و کُرد بدانند اجدادشان در سال‌های ۱۸۹۶، ۱۹۰۹ و ۱۹۱۵ میلادی. با ارمنیان چه کرده‌اند و پوزش بخواهند.»

## بانیان و امضاءکنندگان کمپین
عدالت اوغلو، خلیل برکتای، مورات بلگه، یاووز بینگول، کمال چنگیز، اوفوک اوراس، انیس باتور و فیلیز کوچالی

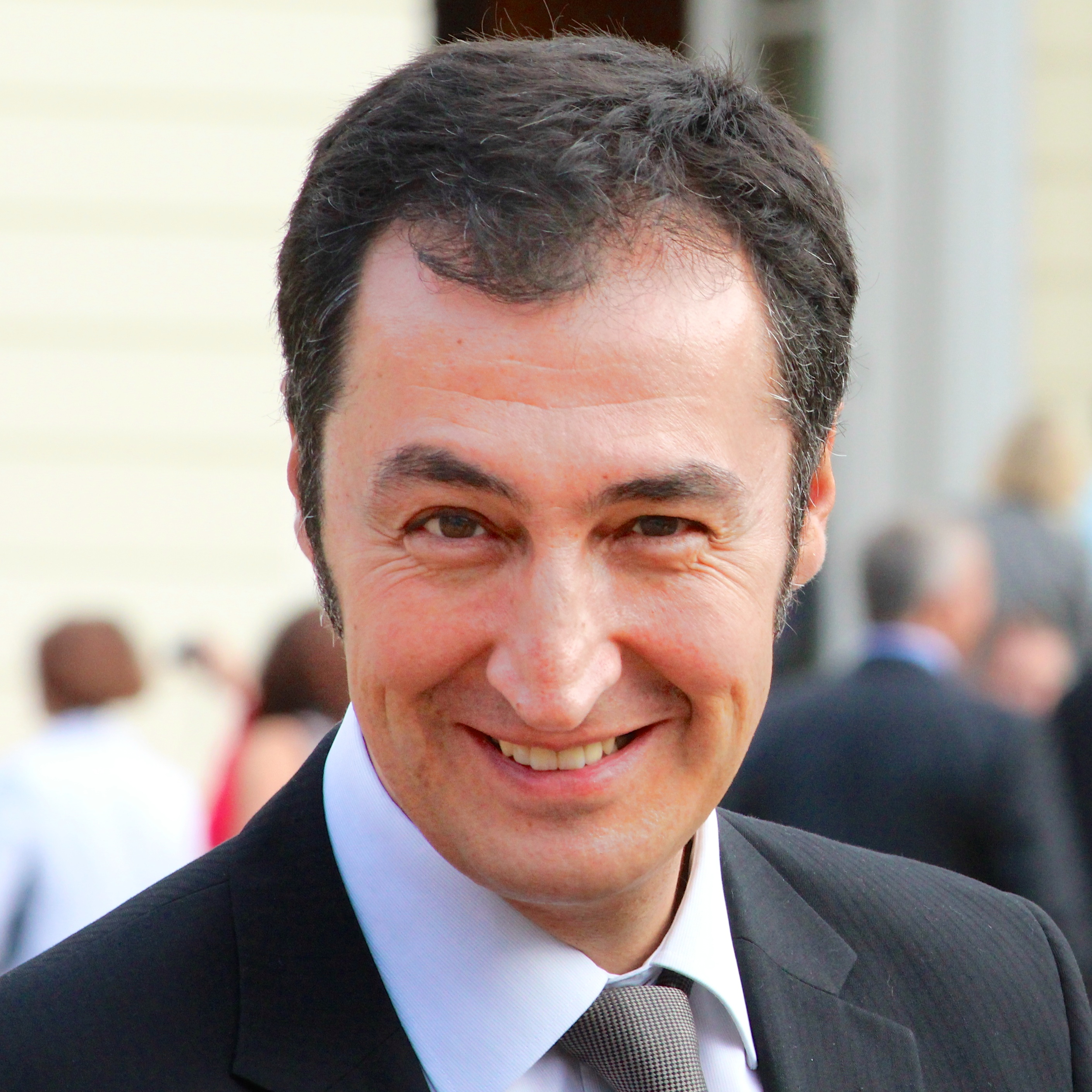
جم اوزدمیر، نمایندهٔ ترک‌تبار پارلمان آلمان
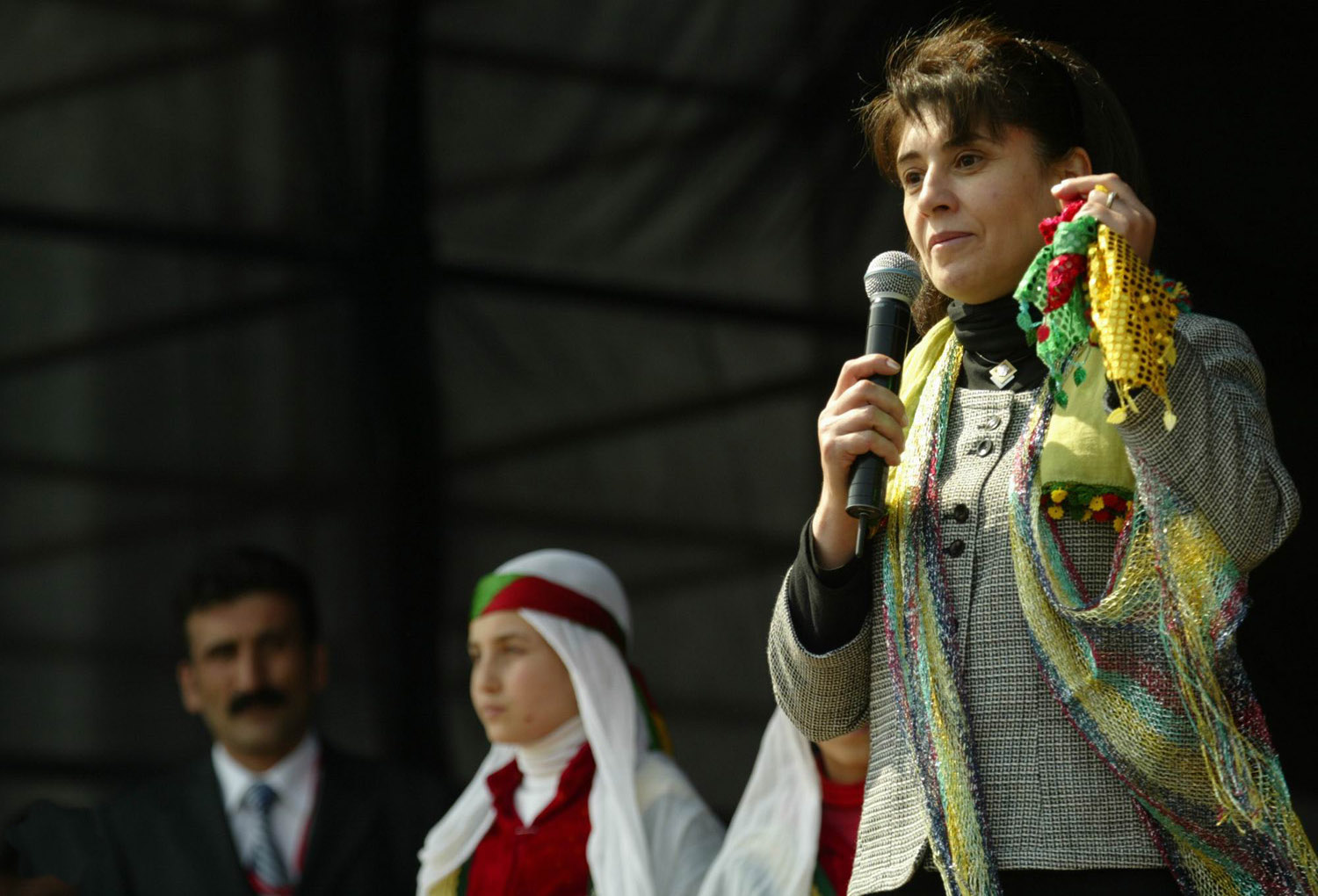
لیلا زانا، از زندانیان سیاسی و چهره‌های فعال حقوق بشر در ترکیه
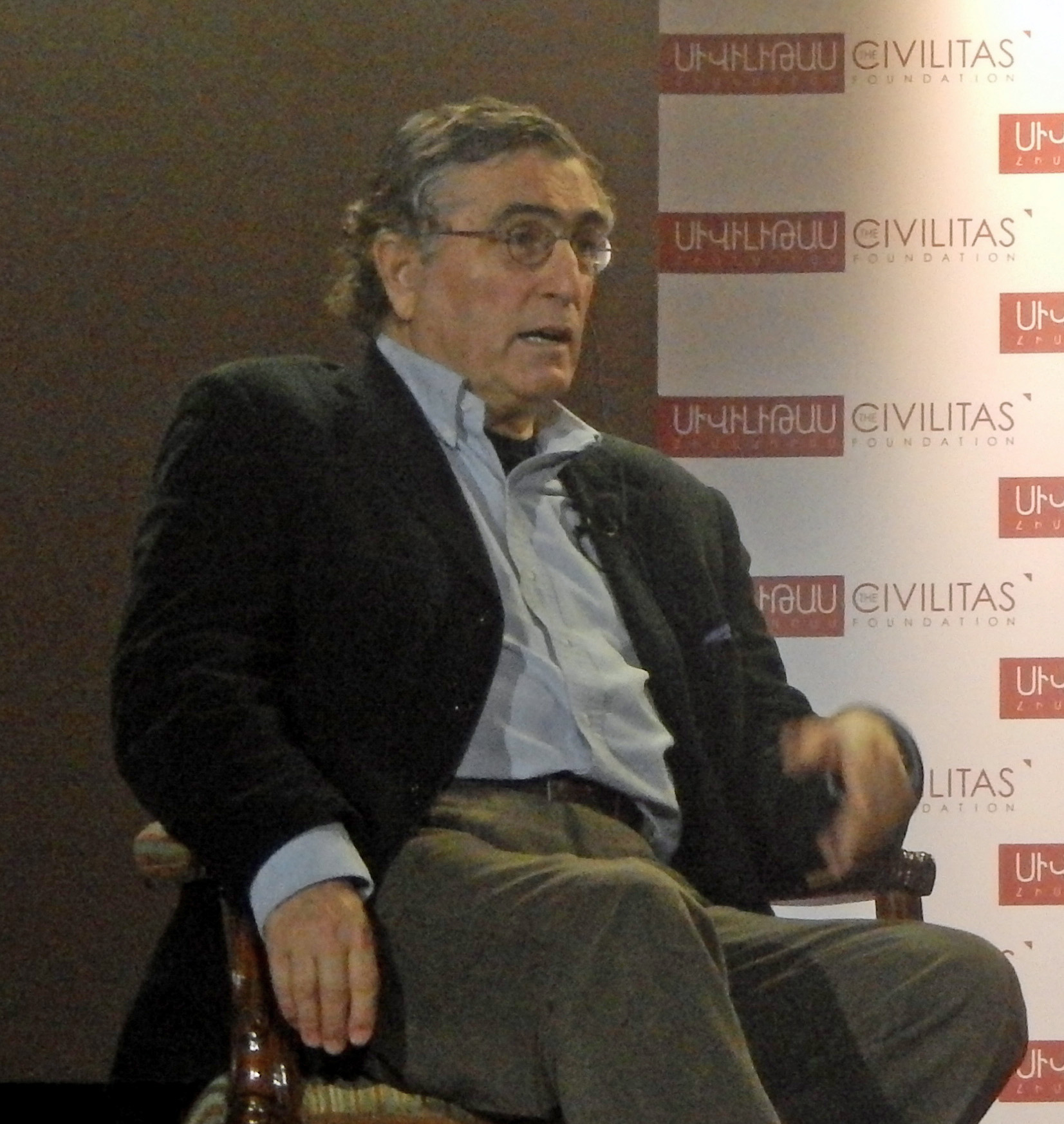
حسن جمال، روزنامه‌نگار و نوهٔ جمال پاشا
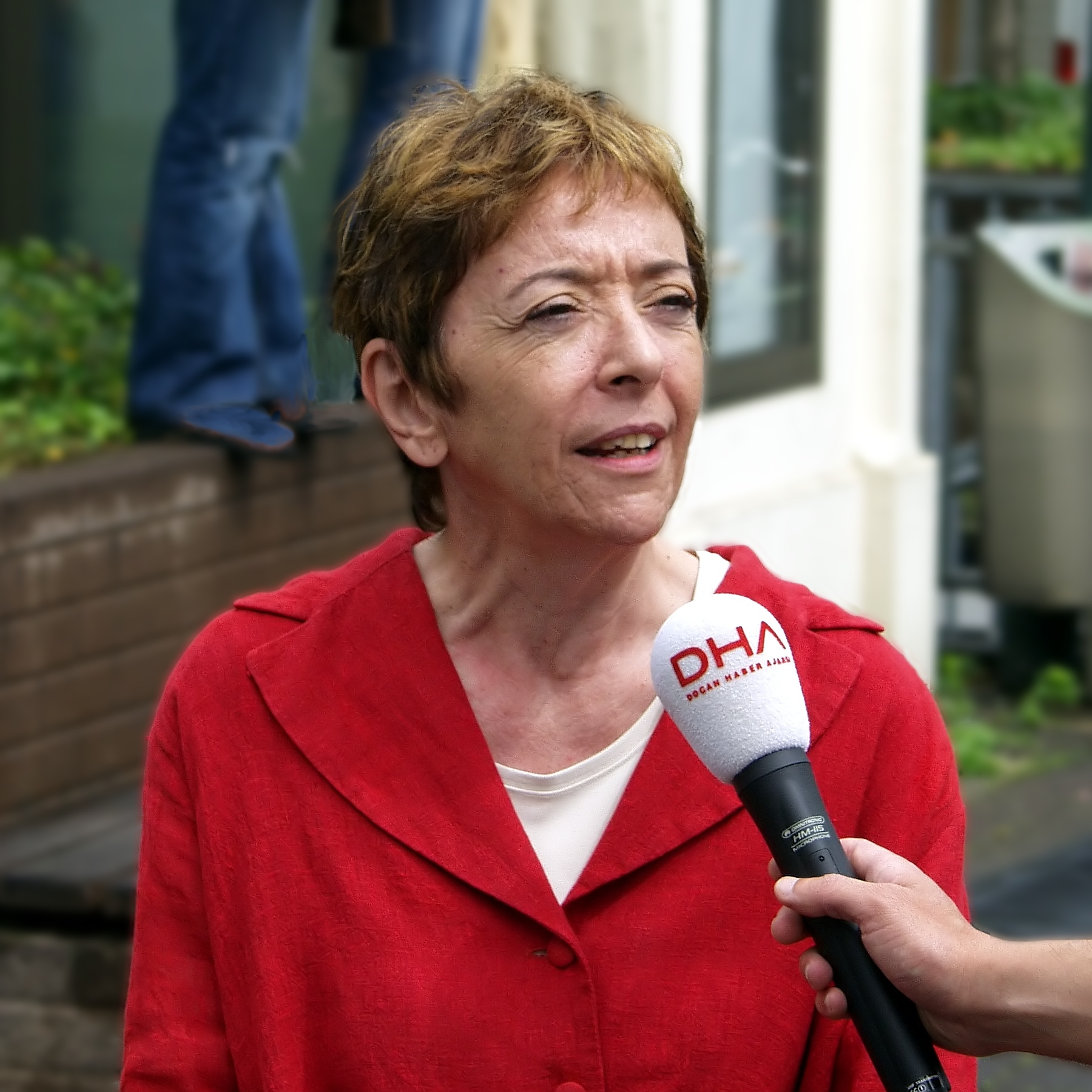
لاله آکگون، نمایندهٔ مجلس آلمان از حزب سوسیال دمکرات
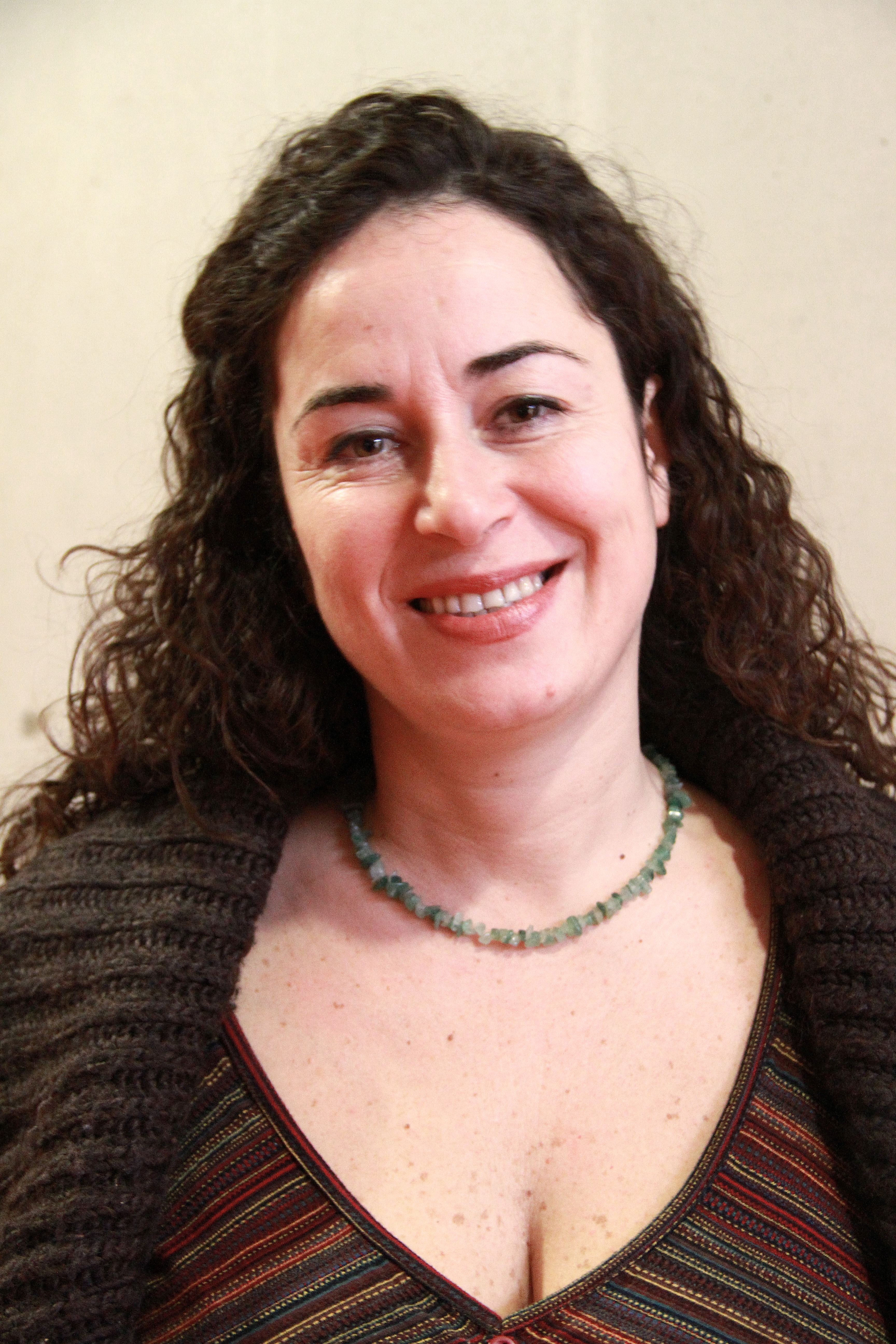
پینار سلک، فعال حقوق زنان در ترکیه
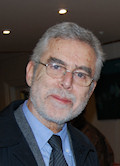
باسکین اُران، سیاستمدار اهل ترکیه و استاد دانشگاه آنکارا رشتهٔ علوم سیاسی و عضو گروه روابط بین‌الملل.